# Paul Torday
Paul Torday (? –) brit író és a Lazacfogás Jemenben című regény szerzője. A könyv 2007-ben elnyerte a Bollinger Everyman Wodehouse-díjat humoros-regény kategóriában, és a BBC Radio 4 sugározta folytatásokban. 2008-ban elnyerte a Waverton Good Read díjat. 2011-ben nagyjátékfilm készült belőle Ewan McGregor és Emily Blunt főszereplésével.

## Élete
Az 1946-ban, Durham megyei Croxdale-ben született, és a Newcastle-i Royal Grammar Schoolban, valamint az oxfordi Pembroke College-ban tanult Torday csak később fordult a szépirodalom felé, első regénye 59 éves korában jelent meg. Ezt megelőzően sikeres üzletemberként élt Northumberlandben. A regény ihletője Torday légyhorgászat és a Közel-Kelet iránti érdeklődéséből fakadt. E két szálból egy politikai szatírát sző, amely a politikai spin-menedzsment világára összpontosít.
Második regénye, a The Irresistible Inheritance of Wilberforce (az Egyesült Államokban Bordeaux címmel jelent meg) egy férfiról szól, aki halálra issza magát.
2008-ban a Galaxy British Book Awards díjátadón jelölték a legjobb újoncnak.
Torday harmadik könyve, The Girl on the Landing 2009-ben jelent meg. Ez a regény elsősorban a skizofrénia és a rasszizmus témáit dolgozza fel.
Fia, Piers Torday gyermekkönyvíró.

## Regényei[4]
- (2006) Salmon Fishing in the Yemen (filmadaptáció, 2011)
- (2008) The Irresistible Inheritance of Wilberforce
- (2009) The Girl on the Landing
- (2010) The Hopeless Life Of Charlie Summers
- (2011) More Than You Can Say
- (2012) The Legacy of Hartlepool Hall
- (2013) Light Shining in the Forest
- (2016) The Death Of An Owl

### Magyarul megjelent
- Lazacfogás Jemenben (Salmon Fishing in the Yemen) – Jaffa, Budapest, 2007 · ISBN 9789639604353 · Fordította: Varró Zsuzsa

## Paul Torday Emlékdíj
Paul Torday 60 évesen adta ki első, Salmon Fishing in the Yemen című regényét. A család 2019-ben úgy döntött, hogy Torday tiszteletére megalapítja ezt az új díjat, amely a 60 éves vagy annál idősebb szerzők első regényeit ünnepli. A díjat a Szerzők Társasága kezeli.

## Fordítás
- Ez a szócikk részben vagy egészben  a   Paul Torday című angol Wikipédia-szócikk fordításán alapul.  Az eredeti cikk szerkesztőit annak laptörténete sorolja fel. Ez a jelzés csupán a megfogalmazás eredetét és a szerzői jogokat jelzi, nem szolgál a cikkben szereplő információk forrásmegjelöléseként.